# لئون آهارونیان
لئون آهارونیان (زاده ۱۷ نوامبر ۱۹۳۰ - درگذشته ۲۷ اوت ۲۰۲۰) کارآفرین و سیاستمدار ارمنی‌تبار اهل ایران بود. مدیرعامل شرکت حمل‌ونقل بین‌المللی «ستی» بود. وی بنیان‌گذار و رئیس هیئت مدیره شرکت فرآورده‌های گوشتی «آندره» بود.

## زندگی‌نامه
در یک خانواده ارمنی در ۱۷ نوامبر ۱۹۳۰ (۲۶ آبان ۱۳۰۹) در روستای هفتوان، شهرستان سلماس به دنیا آمد مادرش مدرک لیسانس ریاضیات از تفلیس داشت و پدرش نیز دیپلمه بود و حسابدار. در رشته شیمی از دانشگاه پلی‌تکنیک فارغ‌التحصیل گشت. در ۱۹۵۶ (۱۳۳۵) با بلا موراتوری ازدواج نمود. پدر همسرش، آبل رومستان، مردی فرانسوی بود که از مدت‌ها قبل در ایران در بخش حمل‌ونقل سابقه فعالیت داشته و شرکت سِتی را اداره می‌کرد.
در سال ۱۳۰۹ (۱۹۳۰) در قریهٔ هفتوان از توابع سلماس به دنیا آمد. در سال ۱۳۱۵ (۱۹۳۶) خانواده آن‌ها از سلماس به تهران منتقل شد. اما به علت بسته شدن مدارس ارامنه به دستور رضاشاه با مشکل ندانستن زبان فارسی و محروم شدن از یادگیری زبان مادری مواجه گشت. دوران متوسطه را در دبیرستان تمدن در رشتهٔ طبیعی فارغ‌التحصیل شد. در سال ۱۹۵۲ (۱۳۳۱) در آزمون رشته مهندسی شیمی هنرسرای عالی قبول شد و در سال ۱۹۵۵ (۱۳۳۴) فارغ‌التحصیل شد و در سال ۱۳۳۵ (۱۹۵۶) به استخدام بنگاه مستقل آبیاری وابسته به وزارت کشاورزی درآمد و در آزمایشگاه جدیدالتاسیس مؤسسه خاک‌شناسی و آزمایشگاه شیمی خاک مشغول به کار شد.
در سال ۱۹۶۰ (۱۳۳۹) از طرف به مدت پنج سال در سمت رئیس آزمایشگاه‌های کل ایران در وزارت کشاورزی انجام وظیفه نمود.
در سال ۱۹۶۸ (۱۳۴۷) از خدمت دولت استعفا نمود و به کار در شرکت هواپیمایی ساتی پرداخت.
در آن زمان شرکت ساتی یک شرکت کوچک با شش نفر کارمند بود و امروز آن شرکت پس از ۳۳ سال مدیریت آهارونیان با داشتن در حدود ۲۵۰ کارمند و کارگر در رده یکی از بزرگ‌ترین شرکت‌های حمل و نقل بین‌المللی ایران با تخصص در حمل محصولات نیروگاه‌ها و پالایشگاه‌ها و غیره درآمده و دارای بزرگ‌ترین وسائل حمل بارهای سنگین می‌باشد. شرکت ساتی آهارونیان …
علاوه بر آن از سال ۱۹۸۶ (۱۳۶۵) تا سال ۱۹۹۶ (۱۳۷۵) ریاست امنای درمانگاه آودیسیان شورای خلیفه‌گری را داشته و از سال ۱۹۹۶ (۱۳۷۵) تا سال ۱۹۹۸ (۱۳۷۷) ریاست هیئت نظارت بر املاک شورای خلیفه گری را به عهده داشت. وی در راه‌اندازی پرواز مستقیم تهران-ایروان نقش بسیاری داشته است.
لئون آهارونیان در سال ۲۰۰۰ مبادرت به انتشار مجله لویس به زبان‌های ارمنی و فارسی با پشتیبانی مالی خود نموده است.
آهارونیان در گردهمایی بازرگانان و کارگزاران ارامنه جهان در سال ۱۹۹۰ (۱۳۶۹) شرکت و در آنجا سخنرانی نمود. او برای مدت شش سال نایب رئیس فوروم بوده است.
همچنین در چندین اجلاس ایران-ارمنستان بنا به دعوت مقامات شرکت جست و در تاریخ ۱۹۹۳ (۱۳۷۲) با عده‌ای از همفکران، اتاق بازرگانی مشترک ایران و ارمنستان را تشکیل داد که از آن تاریخ تا به حال در مقام ریاست هیئت مدیرهٔ آن اتاق می‌باشد. اتاق ایران و ارمنستان یکی از فعال‌ترین اتاق‌های بازرگانی وابسته به اتاق بازرگانی و صنایع و معادن ایران می‌باشد که تا به حال چهار نمایشگاه اختصاصی در ارمنستان تشکیل داده و صدها شرکت ایرانی را در ارمنستان معرفی و باب تجارت بازرگانان دو کشور با یکدیگر گشوده است.
در سال ۱۹۹۹ (۱۳۷۸) از طرف اتحادیه تولیدکنندگان و بازرگانان ارمنستان به ریاست آرام سارگسیان نخست‌وزیر وقت ارمنستان به کسب مدال طلا نائل گشت و در سال ۲۰۰۰ (۱۳۷۹) از طرف مدیرکل بازرگانی خارجی وزارت صنایع تقدیر دریافت داشت.

## زندگی شخصی
همسرش صبحگاه جمعه ۴ اسفند ۱۳۸۵ درگذشت. او دارای دو فرزند یک دختر و پسر بود که دخترش در سال ۸۴ و در سن ۴۴ سالگی در ارمنستان درگذشت.

## درگذشت
آهارونیان ظهر روز پنجشنبه ۲۷ اوت ۲۰۲۰ (۶ شهریور ۱۳۹۹) در سن ۹۰ سالگی در تهران درگذشت.

## جوایز
او در سومین دوره جایزه امین‌الضرب اتاق تهران نشان امین‌الضرب را به خاطر بیش از ۶ دهه تلاش برای توسعه ایران و کارآفرینی از مسعود خوانساری رئیس اتاق تهران دریافت کرد.